# Bergamo–Albino-könnyűvasút
A Bergamo–Albino-könnyűvasút egy villamosvonal a névadó Bergamo és Albino között Olaszországban, Lombardia tartományban. Az egy vonalból álló hálózat 12,5 km hosszúságú, 1435 mm nyomtávolságú, 750 V egyenárammal villamosított. A villamosvonal az 1967-ben bezárt Valle Seriana-vasútvonal újranyitásával jött létre 2009. április 24-én.

## Galéria

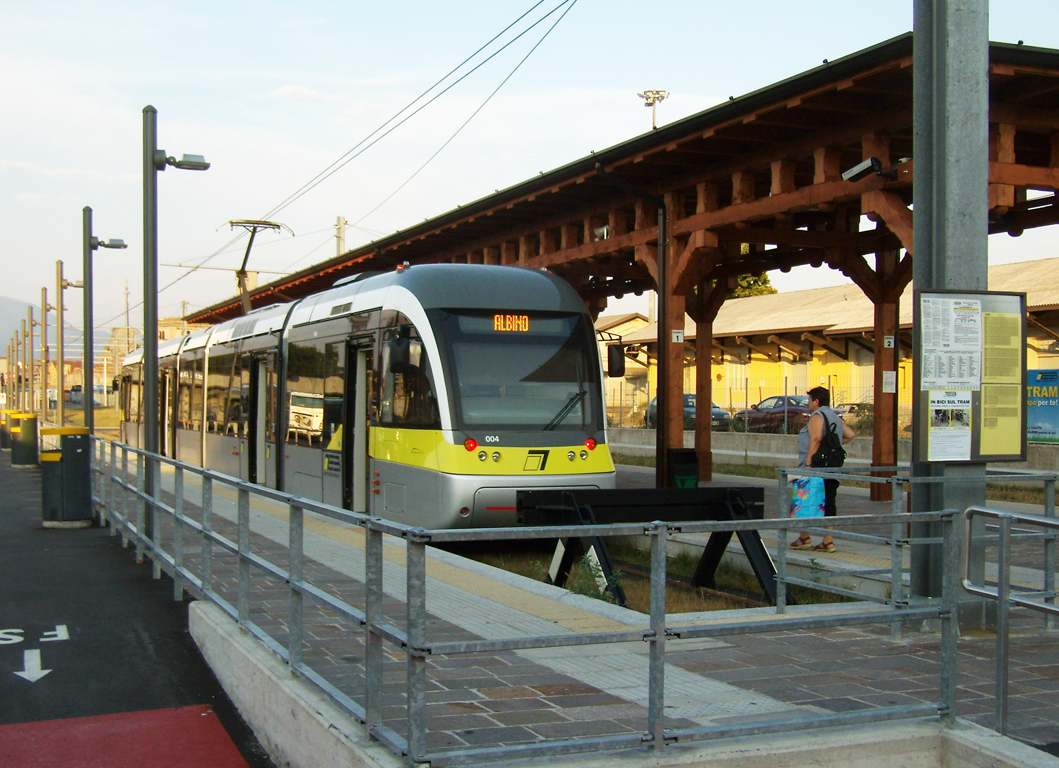
Stazione di Bergamo
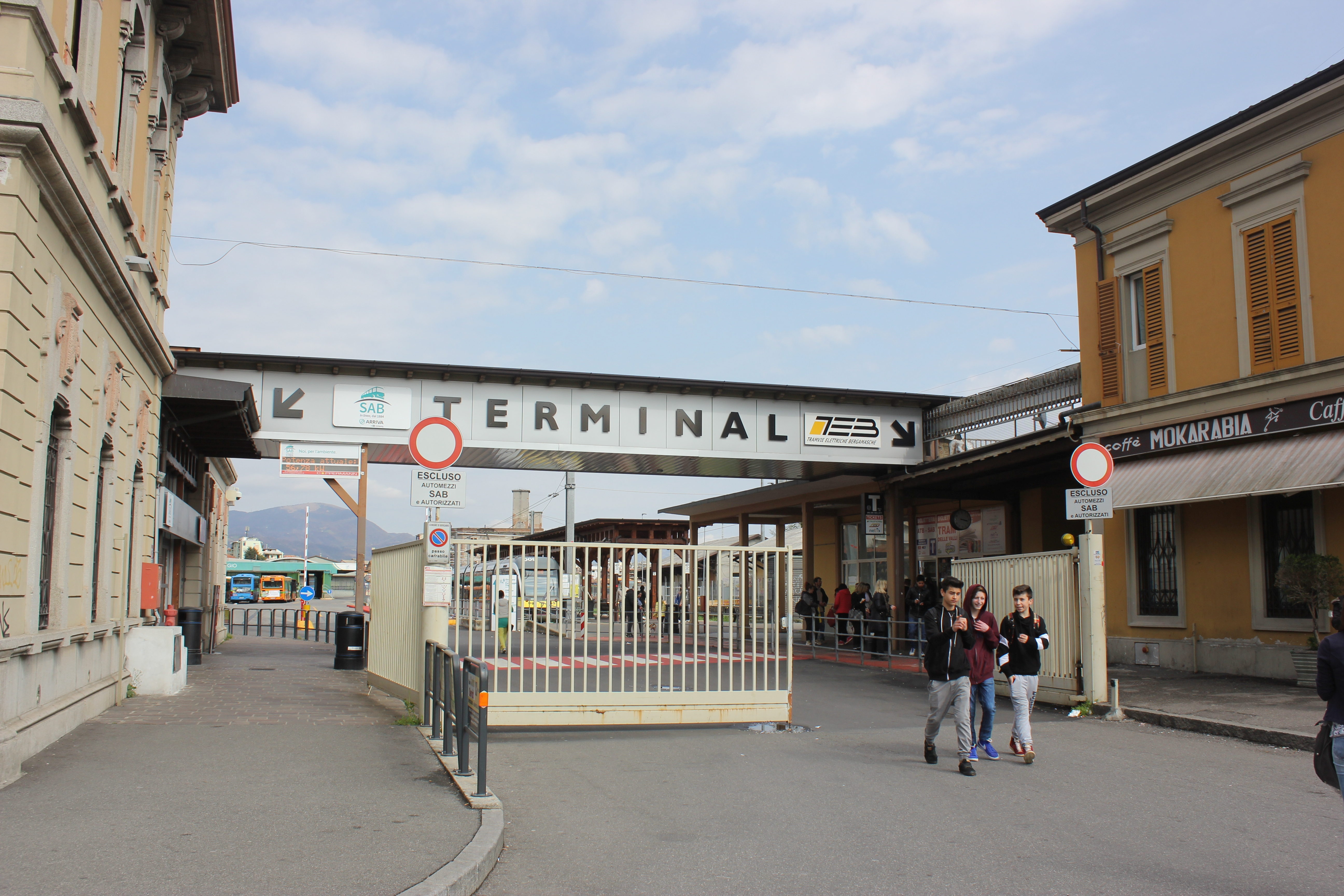
Stazione di Bergamo
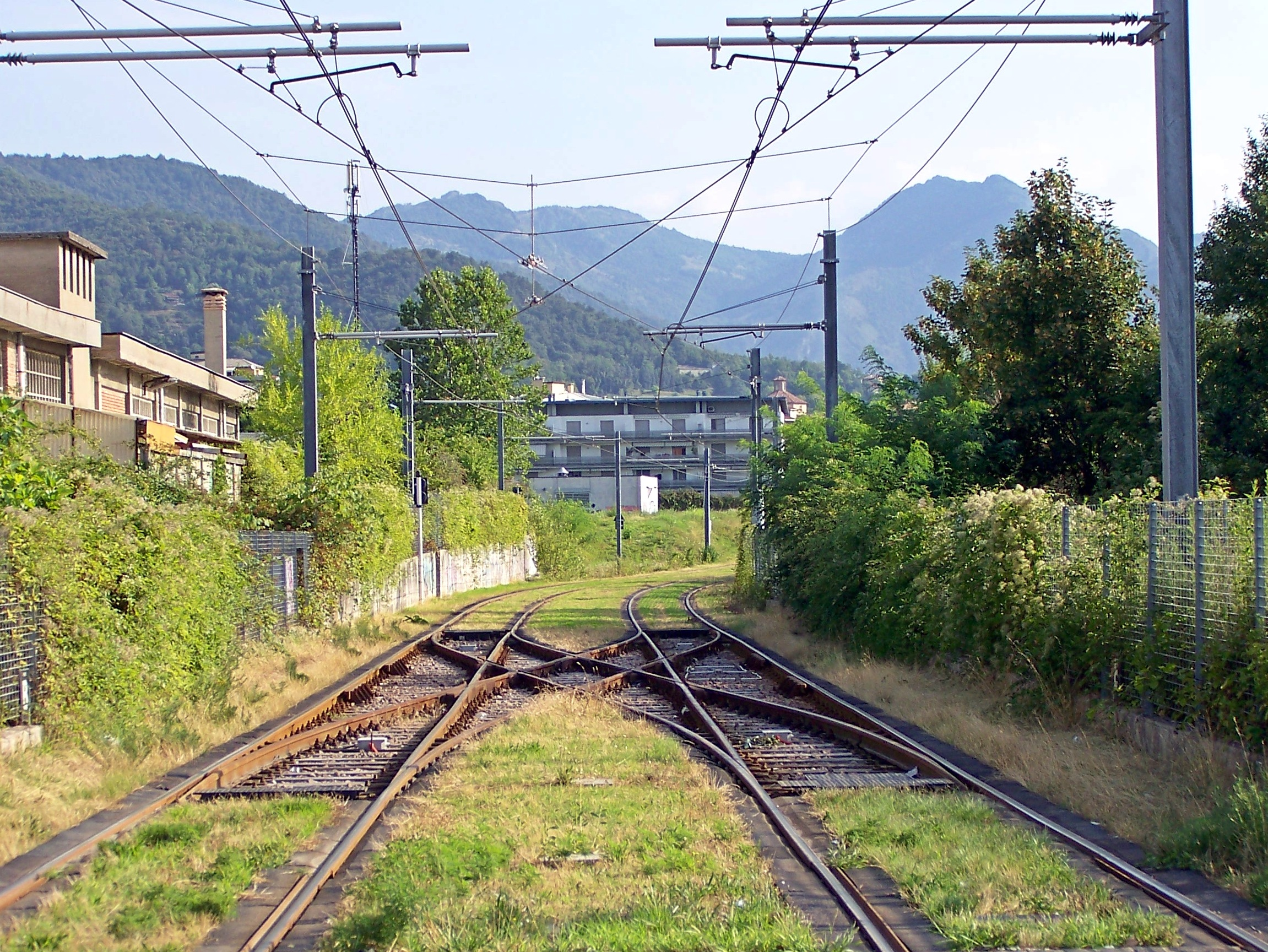
Füvesített villamospálya
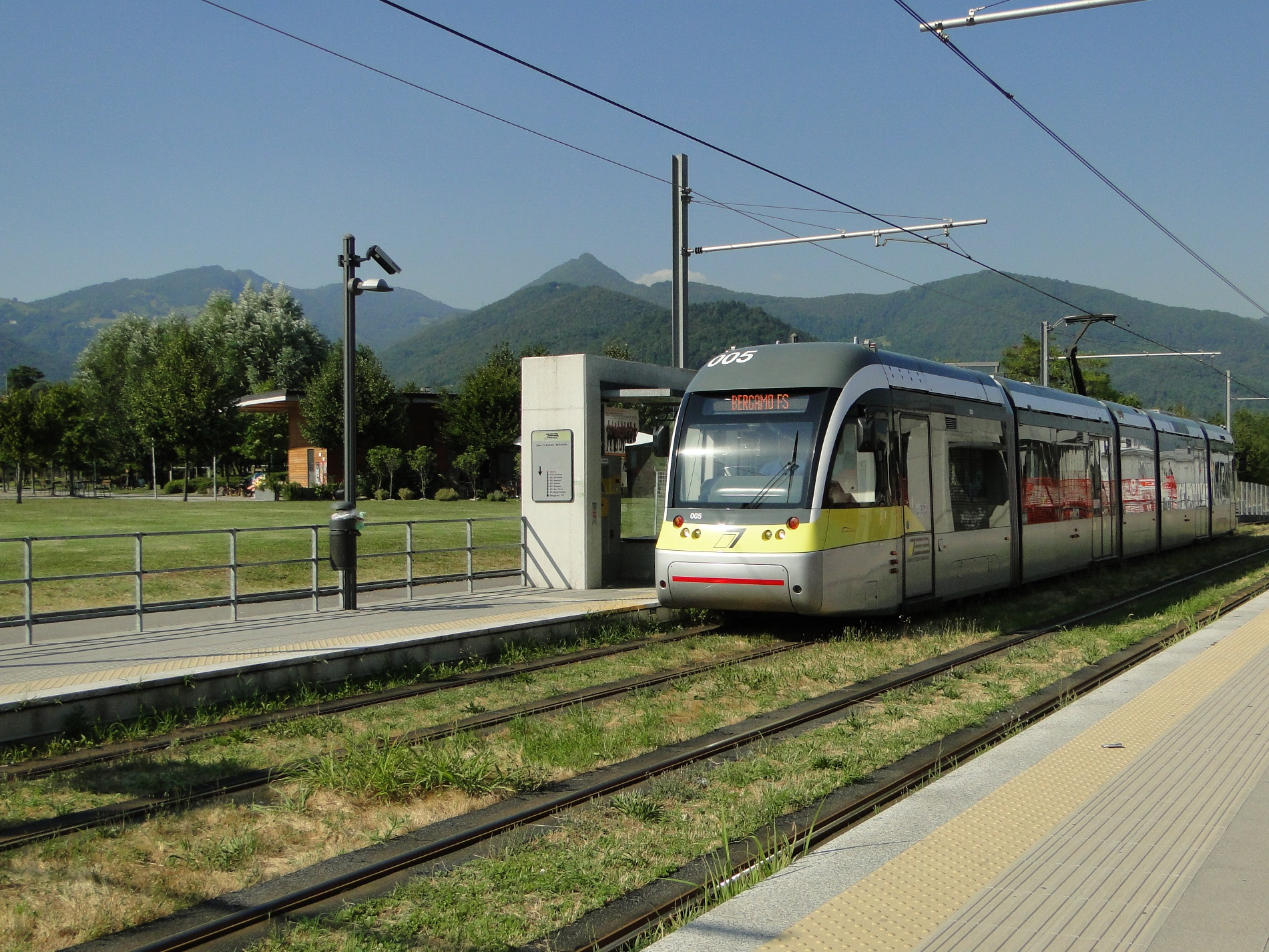

## Kapcsolódó szócikk
- Olaszország villamosvonal-hálózatai